# Ouadane
Ouadane est une ville et une commune de Mauritanie située dans la région de l'Adrar au nord-est de Chinguetti. Sa vieille ville (ksour) est inscrite au patrimoine mondial de l'UNESCO.

## Géographie
Ouadane s’étend à flanc de falaise sur le plateau du Dhar au pied duquel coulent les oueds Ifenouar et Fournir, qui ont donné son nom à la ville, Ouadane signifiant « deux oueds ».

## Histoire
Fondée en 1115, Ouadane était une importante étape du commerce caravanier transsaharien. Les produits de l’Afrique saharienne y étaient échangés contre ceux du Maghreb. Au XVIe siècle, la cité était le premier centre commercial de la région. Plusieurs sultans marocains ont tenté d'envahir la ville, en 1544, 1584, 1665, 1678 et 1730. Rongée par les luttes intestines, la prospérité de la cité s'effondra au XVIIIe siècle.

## Démographie
Lors du recensement général de la population et de l'habitat (RGPH) de 2000, Ouadane comptait 3 695 habitants.

## Économie
La ville est célèbre pour ses dattes. 

## Culture et patrimoine
Ouadane est la porte d'entrée d'un lieu géologiquement remarquable à 25 km au nord-est : la structure de Richat. 
Les anciens ksour de Ouadane, Chinguetti, Tichitt et Oualata sont également très conservés et ont été inscrits sur la liste du patrimoine mondial de l'Unesco en 1996. Le musée de Ouadane abrite des éléments du patrimoine ancien.

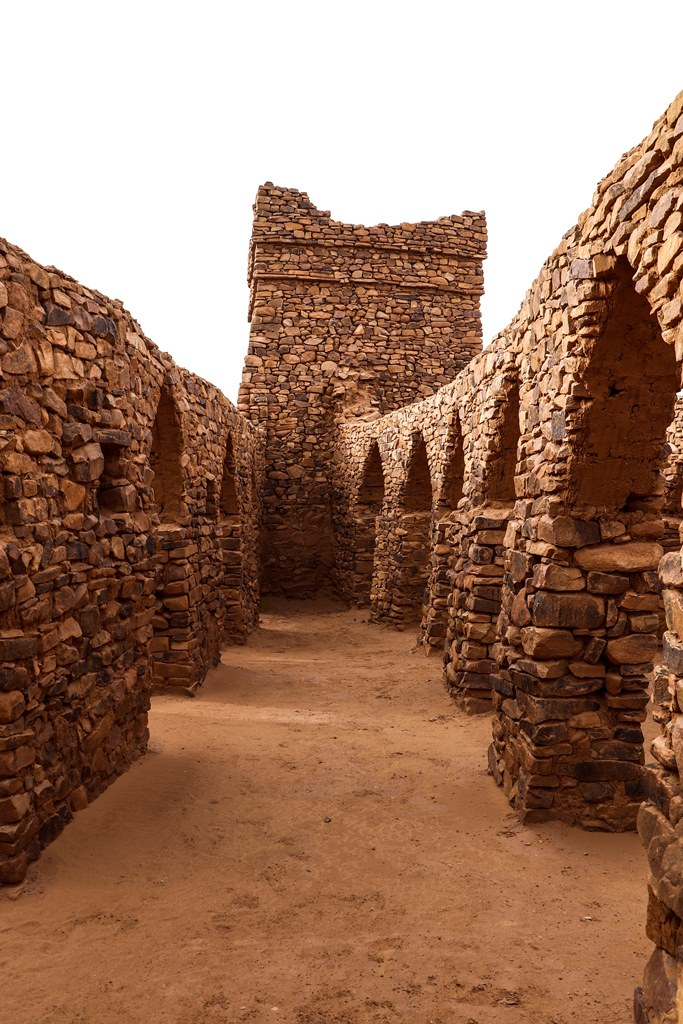
Mosquée du vieux Ouadane.
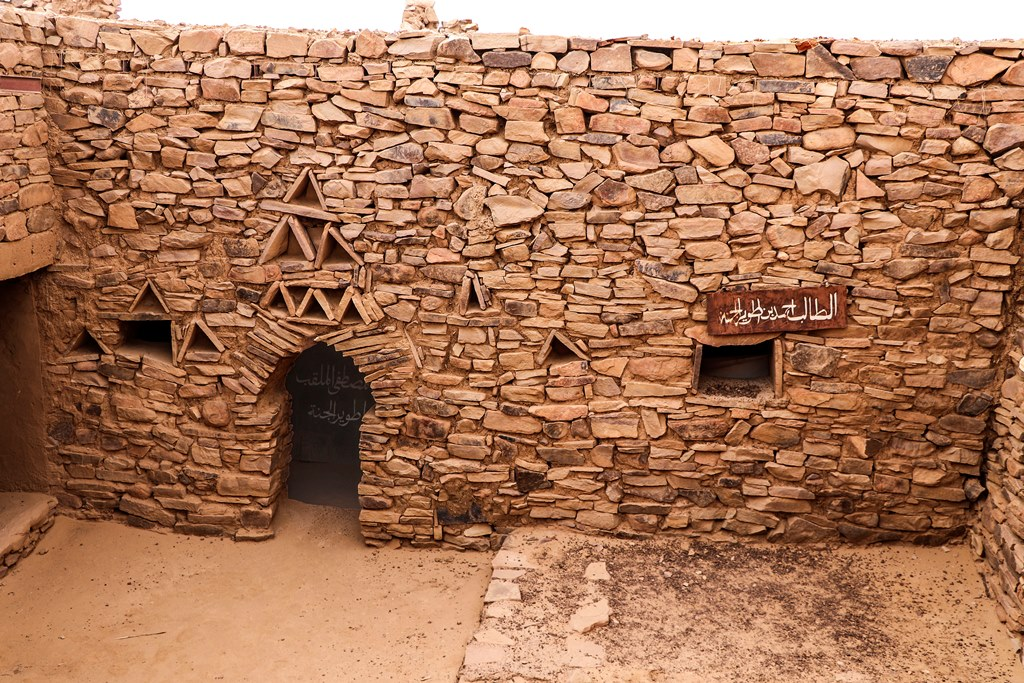
Maison reconstruite de el-Hadj Ethmane, un des fondateurs de Ouadane.
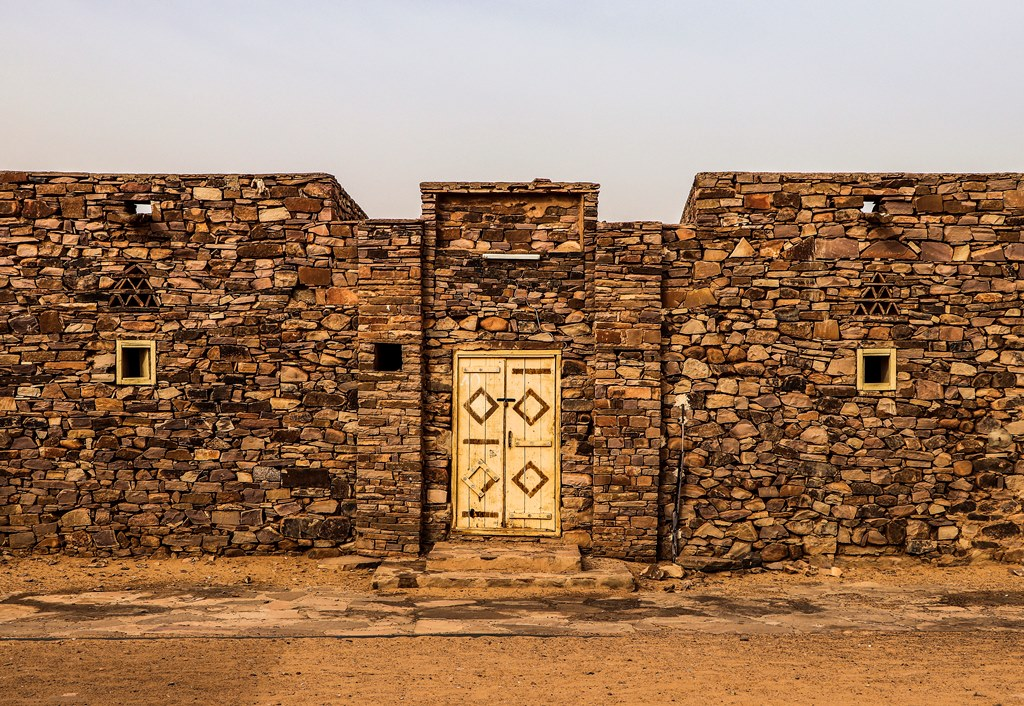
Ville nouvelle de Ouadane : bâtiment construit dans le style traditionnel.
La rue des quarante savants à Ouadane. Novembre 2020.